# 후쿠라정
후쿠라정(福良町)은 효고현 미하라군에 설치되었던 정이다. 현재의 미나미아와지시에 해당한다.